# São Pedro de Sarracenos
São Pedro de Sarracenos is een plaats (freguesia) in de Portugese gemeente Bragança en telt 282 inwoners (2001).